# Accession sociale à la propriété
L'accession sociale à la propriété est  un dispositif permettant de donner l'accès à la propriété du logement pour les ménages modestes. Elle prend des formes différentes suivant les réglementations nationales.

## Histoire
En Europe, la vente de logements sociaux à leurs occupants commence à partir des années 1970 ; certains gouvernements cherchent à promouvoir, voire à imposer, ces ventes. L'Italie et l'Espagne sont particulièrement avancées en ce domaine. En Europe de l'Est, la chute des régimes communistes provoque au cours des années 1990 un très important afflux de logements publics vendus en un laps de temps très court.
À l'exception de ce qui est observé en Autriche et aux Pays-Bas, ces mouvements de vente du parc social à ses occupants s'essoufflent au cours des années 2000 et 2010. Toutefois, certains dispositifs législatifs comme la loi ÉLAN française montrent l'intérêt des pouvoirs publics pour cette pratique.

## Dispositifs par territoire

### Belgique
En Belgique, les crédits publics en faveur de l'accession sociale à la propriété ne dépendent pas de l'État, mais des Régions : Wallonie, Flandres et Bruxelles-Capitale.

#### Bruxelles
Dans la région de Bruxelles-Capitale, plusieurs organismes construisent et commercialisent des logements à prix abordable auxquels l'accès est soumis à des conditions de ressources, mais aussi d'utilisation postérieure du bien acheté,,.

#### Wallonie
En Wallonie, l'accession sociale à la propriété est principalement financée par des crédits sociaux permettant le financement sécurisé, non seulement de l'achat du bien, mais également d'éventuels frais annexes, par exemple des travaux de rénovation. Ces prêts, contractés auprès de la Société wallonne du crédit social, permettent à l'acheteur d'emprunter jusqu'à 110 % de la valeur du bien,.

### France
En France, il s'agit principalement de vente par des organismes HLM des logements qu'ils louent à leurs occupants anciennement locataires, à des prix inférieurs à ceux du marché. Un système de prêts vient également compléter ce dispositif afin de faciliter l'accès à ces mesures.
Les organismes HLM sont décisionnaires en matière de vente des logements à leurs locataires. L'évaluation du logement est effectuée par France Domaine, à la suite de quoi le prix peut être majoré ou minoré d'une valeur allant jusqu'à 35 %. Dans certains territoires, c'est la collectivité locale qui prend le relais en proposant une procédure unifiée de postulation.
Certains programmes de construction directement dédiée à l'accession sont également mis en place, notamment avec le soutien de collectivités locales et la mise en place de mesures permettant au constructeur de bénéficier d'une TVA réduite. Le Bail réel solidaire est un dispositif d'accession sociale à la propriété.

### Suisse
En Suisse, il s'agit de l'utilisation de la prévoyance professionnelle, deuxième des trois piliers, pour financer un achat, ainsi que la diminution des fonds propres nécessaires à l'achat ; toutefois, ces dispositifs sont à l'étude en 2022,,.